# Frontera entre el Sudan i el Sudan del Sud
La frontera entre el Sudan i el Sudan del Sud és la línia fronterera de 1.937 kilòmetres entre Sudan i Sudan del Sud que s'estén des del trifini entre ambdós estats amb la República Centreafricana fins a trifini entre ambdós estats i Etiòpia. Fou creada el 2005 després de la signatura dels acords de Naivasha (Kenya), concedint als deu estats sud-sudanesos una autonomia política en el si de la república del Sudan. Aquesta autonomia va donar lloc a una independència total del sud del Sudan el 2011.

## Traçat
Correspon als límits administratius de Bahr al-Ghazal de l'oest, Bahr al-Ghazal del nord, Warrap, Unitat i Nil Superior, amb els estats del Sudan del Nord no afectats per l'autonomia i que restaven sota l'autoritat del règim de Khartum al moment de la independència.

## Litigis fronterers
No obstant això, aquesta ruta està sotmesa a litigis, ja que la pertinença als Estats Federats Sudanesos situats a la rodalia del Sudan del Sud, com el Nil Blau, el Kordofan del Sud i la regió d'Abyei encara no s'han decidit: de moment, continuen sota la sobirania de la República del Sudan.
El 8 de desembre de 2011, les forces armades sudaneses i sudaneses del sud s'enfronteren militarment per controlar el poble de Jau a Kordofan del Sud, cadascun dels quals en reclama la possessió legítima. La frontera entre ambdós estats va romandre tancada fins a gener de 2016.